# Astragalus tongolensis
Astragalus tongolensis är en ärtväxtart som beskrevs av Oskar Eberhard Ulbrich. Astragalus tongolensis ingår i släktet vedlar, och familjen ärtväxter.

## Underarter
Arten delas in i följande underarter:
- A. t. breviflorus
- A. t. glaber
- A. t. lanceolata-dentantus
- A. t. tongolensis